# Marie-Lise Chanin
Marie-Lise Paule Andrée Lory conocida como Marie-Lise Chanin (Angers, 26 de septiembre de 1934) es una científica francesa, geofísica y aerónoma, directora emérita de investigación en el Centro Nacional para la Investigación Científica (CNRS), autora de trabajos sobre la física de la alta y mediana atmósfera. 

## Biografía

### Formación y actividades
Marie-Lise Lory consideró estudiar Bellas Artes pero realizó estudios científicos, una llicencia en matemáticas, luego estudios de física (óptica cuántica). Preparó su tesis bajo la dirección de Jacques Blamont. Por los consejos de Alfred Kastler y de Jean Brossel ingresó en un laboratorio en creación en la Escuela normal superior de París, el Servicio de Aeronomía. Se casó y tuvo un hijo.
Obtuvo su licencia de ciencias en 1957, y el doctorado en ciencias en 1965. En 1959, entró en calidad de pasante de investigación en el CNRS, donde realizó el conjunto de su carrera profesional hasta su retiro académico en 2000, resultando directora de investigación en 1986.

## Trabajos

### Temas de investigación
Marie-Lise Chanin consagró sus investigaciones a la física de la alta y mediana atmósfera (exosfera y mesosfora), lo que lo ha conducido a interesarse a la destrucción del ozono en la estratosfera y a los cambios climáticos. Estudió primeramente la alta atmósfera: su tesis dirigida por Jacques Blamont, está dedicada a la medida de la temperatura de la elevada atmósfera. Utilizó la resonancia óptica de los átomos alcalinos emitidos en la atmósfera por cohetes y sus medidas permitieron poner de manifiesto la influencia de la actividad solar y de las precipitaciones de partículas. Luego desarrolló métodos de sondeo de la atmósfera por láser o lidar. El lidar es un haz de láser pulsadp emitido hacia el cielo, es difundido luego por las moléculas de aire y las partículas que están presente sobre su trayecto óptico. La señal reflejada da acceso a un perfil de entre 10 a 100 km, por la concentración en gas y a la velocidad del viento (Lidar de Rayleigh).
Es la protagonista de la colaboración francoamericana en el estudio de la atmósfera terrestre desde el espacio (misión Calipso). Este trabajo pionero se continuó en 2018 con el proyecto Aeolus del ESA.
Puso de manifiesto el enfriamiento de la estratósfera bajo la influencia de los gases del efecto de invernadero. Precisó el rol de la estratósfera sobre el clima y la influencia de la flota aérea sobre el medioambiente.

## Publicaciones
Publicó aproximadamente 200 artículos en revistas con referato o arbitraje y contribuyó con numerosos informes.
Publicaciones seleccionadas en francés:
- L’école de l’espace, le service d'aéronomie, 1958-2008, Histoire et Science (co-auteur Roald Sagdeev), 2008 CNRS éditions 528 p.
- Interactions Chimie Atmosphérique Climat, dans Ensemble face aux changements climatiques, Odile Jacob, 2007
- Impact de la flotte aérienne sur l’environnement et le climat, rapport No 40 de l’Académie des Sciences, Décembre 1997
- Le méthane : d’où vient-il et quel son impact sur le climat ? Rapport de l’Académie des technologies, 2014 (avec André J.-C., Boucher O., Bousquet P., et autres)
- L’évolution de l’ozone atmosphérique. Rapport de l’académie des sciences. Lavoisier Paris 2015.

## Reconocimientos
Fue elegida miembro correspondiente de la Academia de Ciencias de Francia el 26 de marzo de 1990, en la sección Ciencias del universo. Asumió a lo largo de su carrera de numerosas responsabilidadesː
- miembro del Consejo superior de la meteorología,
- miembro del comité del medio ambiente de la Academia de Ciencias (desde 2005),
- representante de Francia en el ICSU (Consejo internacional de las uniones científicas),
- miembro del consejo científico del Centro de los Hidrocarburos no convencionales,
- presidenta del Comité nacional francés de géodésia y de geofísica (1986-1990).[8]
- miembro de la Academia de las Tecnologías, de la Academia del aire y del Espacio
- miembro de la Academia Europaea.[9]

## Premios y reconocimientos

### Condecoraciones
- Gran oficial de la Legíón de Honor de Francia: Caballero (1996), Oficial (2005), Comendador (2013) y Gran Oficial en 2017.[10]
- Gran oficial de la Orden Nacional al Mérito: Comendador (2000) y Gran Oficial en 2017.

### Premios
Sus investigaciones fueron coronadas por numerosos premios : 
- premio Intercosmos de la Academia de las ciencias de la URSS (1974);
- Medalla de plata del CNRS (1983):
- premio Deslandres de la Academia de Ciencias de Francia (1988);
- premio de los laboratorios de la Academia de Ciencias de Francia(1996) ;
- Medalla corladura de la Academia nacional del aire y del espacio (1999);
- premio de la Academia Internacional de Astronáutica (2006);
- NASA Group Achievement Award to UARS Team (2006).